# Cinema Mundial
|  | Per a altres significats, vegeu «Cinema Mundial (la Bisbal d'Empordà)». |

El Cinema Mundial era un edifici al municipi d'Igualada (Anoia) catalogat en l'Inventari del Patrimoni Arquitectònic de Catalunya. Era un edifici d'una sola planta resolt amb un cert monumentalisme classicista. La façana estava formada per cinc obertures separades per pilastres. Les tres obertures centrals eren d'arc de mig punt i les laterals eren de llinda. La façana estava coronada amb una barana balustrada. Aquest cinema va ser inaugurat l'any 1923. Tenia una capacitat de 1.402 localitats. Tenia a més de la sala de projeccions un cafè per a dues-centes persones assegudes.